# Hohe Börde
Hohe Börde é um município da Alemanha, situado no distrito de Börde, no estado de Saxônia-Anhalt. Tem 171,61 km² de área, e sua população em 2019 foi estimada em 18.544 habitantes.